# Ocymyrmex ignotus
Ocymyrmex ignotus är en myrart som beskrevs av Bolton och Marsh 1989. Ocymyrmex ignotus ingår i släktet Ocymyrmex och familjen myror. Inga underarter finns listade i Catalogue of Life.